# Ogy (België)
Ogy (Nederlands: Oseke) is een dorp in de Belgische provincie Henegouwen, en een deelgemeente van de Waalse stad Lessen. Tot 1 januari 1977 was het een zelfstandige gemeente.

## Geschiedenis
De geschiedenis van Ogy is nauw verbonden met de aanwezigheid van twee heerlijkheden. De ene was afhankelijk van het kapittel van Kamerijk en de andere van de graaf van Vlaanderen (die eigenaar was van de gronden van Lessines-Flobecq). Deze twee heerlijkheden hadden elk hun eigen schepencollege (bestaande uit een burgemeester en 4 schepenen) en bezittingen die nauw met elkaar verweven waren. Deze dualiteit verliep niet vlekkeloos, zozeer zelfs dat er een arbitraire uitspraak van de bisschop van Kamerijk in 1233 nodig was om er een einde aan te maken. Vervolgens werd er in 1234 een overeenkomst gesloten tussen het kapittel van Kamerijk en Arnould d'Audenarde, heer van Lessen-Vloesberg. De verbintenissen werden in 1247 erkend door Jean d'Audenarde, de zoon van Arnulf, maar zelden nageleefd. Daarom werd de streek van Lessines-Flobecq het Debattenland genoemd. Om een einde te maken aan deze voortdurende geschillen, legde Keizer Karel V in 1515 beslag op het land.

## Bezienswaardigheden
- De Sint-Martinuskerk (Église Saint-Martin) is een bakstenen classicistisch bouwwerk van omstreeks 1755. Sinds 1820 bezit het een orgel waarvan de kast van 1664 dateert en daarmee een der oudste van Wallonië is. Er is een kerkschat met onder meer een 12e-eeuws altaarkruis.

## Natuur en landschap
Ogy ligt aan de Tordoir en de hoogte bedraagt 36 meter.

## Politiek

### Lijst van burgemeesters
- (XVIIIe eeuw) Georges Dubois, "mayeur du chapitre métropolitain de Cambrai"[1]

## Demografische ontwikkeling
- Bronnen:NIS, Opm:1831 tot en met 1970=volkstellingen, 1976= inwoneraantal op 31 december

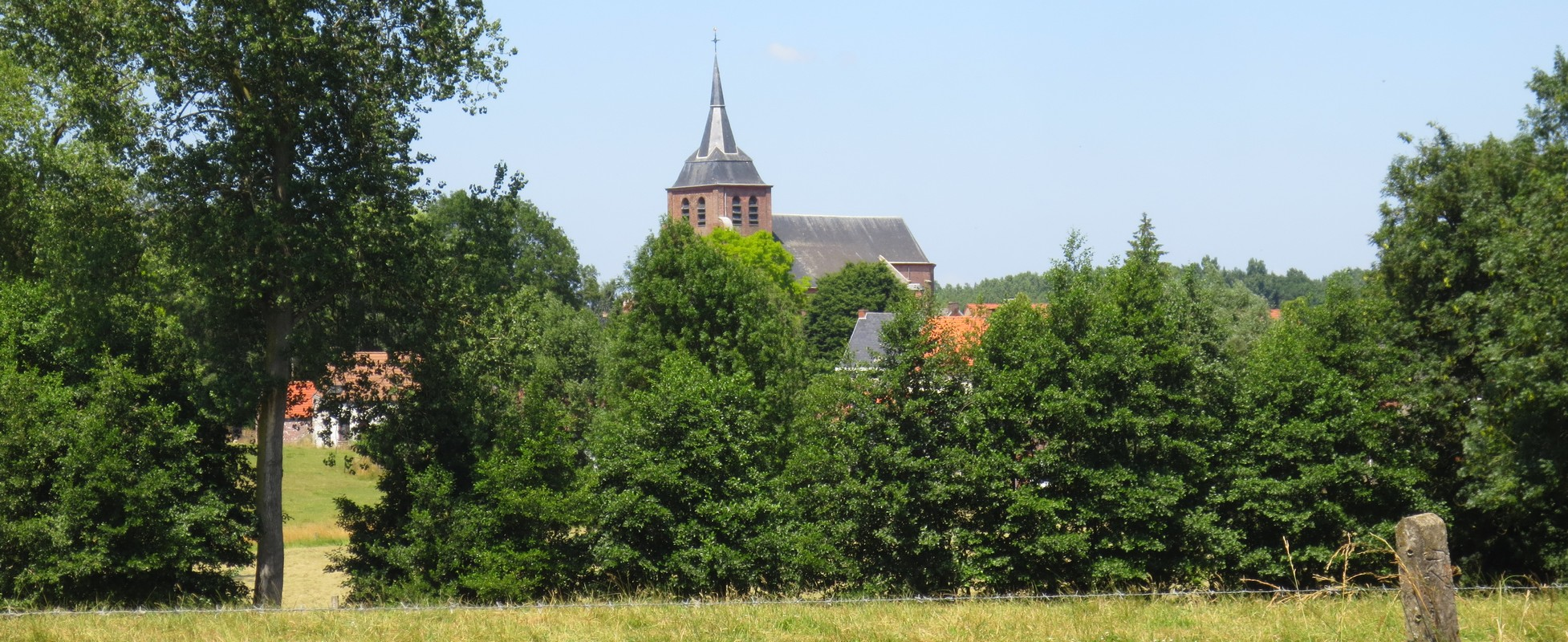
Ogy

## Nabijgelegen kernen
Ghoy, Lessen, Wannebecq, Wodecq